# La vorágine
La vorágine es una novela del escritor colombiano José Eustasio Rivera. Fue publicada en 1924 y está considerada un clásico de la literatura colombiana y latinoamericana.
La novela, con algunas influencias del romanticismo y el modernismo, forma parte de las obras del realismo social latinoamericano. Con abundantes regionalismos en el lenguaje, el relato cambia de narradores, que se sucede e intercala.
La historia desarrolla la relación de una pareja de amantes, el poeta Arturo Cova y Alicia, que se fugan a la selva amazónica. A través de ellos, Rivera expone la situación de colonos e indígenas, maltratados y sometidos a un trato deshumano por sus patrones durante la fiebre del caucho, a fines del siglo XIX y comienzos del XX.

## Resumen de argumento
Alicia, una muchacha de familia adinerada, por mandato paterno tiene que casarse con un terrateniente muy rico y viejo. En la ciudad se enamora de Arturo Cova, un poeta pobre y mujeriego. El novio de Alicia, con sus influencias, logra que Cova sea condenado a ir preso. El poeta y Alicia deciden fugarse y se marchan de Bogotá con rumbo a Casanare. Ayudados por don Rafo, llegan al hato La Maporita, donde hacen amistad con Fidel Franco y su mujer, Griselda.
Un bandolero llamado Barrera, que se dedica a engañar a los trabajadores secuestra a Alicia y Griselda. Cova y Franco salen en su persecución. Para ellos, comienza una especie de viaje infernal a través de la selva amazónica, especialmente, al llegar a las caucheras. Conocen a Clemente Silva que, unido a un grupo de fugitivos, continúan la persecución. Finalmente, alcanzan a Barrera y lo matan. 
Alicia está embarazada de Cova y nace un hijo sietemesino con el que ella y Cova se internan en la selva.
En el epílogo, un fragmento de una carta que el cónsul de Manaos envía al ministro de Colombia dice: "Ni rastro de ellos. ¡Los devoró la selva!".

## Personajes

### Personajes protagónicos
Arturo Cova: El personaje principal, poeta de cierto renombre, pero que se siente fracasado. Hombre complejo psicológicamente, tiene de la realidad y de sí mismo ideas contradictorias: por momentos, se ve que como una especie de salvador de los trabajadores del caucho y, en otros, como un aventurero en busca de riquezas.
Alicia: uno de los personajes principales, Compañera de Cova. Mujer educada, de familia adinerada, miedosa e ingenua, con pocos recursos para adaptarse a la selva. Siente celos por las infidelidades de Cova. 
Clemente Silva: Personaje que aparece en la segunda parte de la novela y que se adueña del centro de la historia durante un lapso prolongado.

### Personajes secundarios
- La niña Griselda: Patrona del hato La Maporita, donde transcurre gran parte de la novela. Es la esposa de Fidel Franco y una de las amantes de Cova.

- Fidel Franco: Hombre enérgico, con estudios, exmilitar. Marido de Griselda, se hace amigo de Cova y comparten locuras y venganzas.

- Clarita: Prostituta venezolana que sueña con regresar a su tierra y pedir perdón a sus padres.

- Zoraida Ayram: Negociante cuarentona que conoce bien su oficio y lo ejerce en el medio amazónico.

- El viejo Zubieta: Es el dueño del hato en el que Fidel Franco dirige la vaquería La Maporita. Su debilidad  son el juego y el alcohol.
- Narciso Barrera: Hombre elegante, de buenas maneras, que consigue lo que precisa con halagos y seducción. Hábil para parecer amigo de todos.

- Helí Mesa: En el ejército (antes del tiempo en que se desarrolla la novela) fue subalterno de  Fidel Franco, que entonces era teniente.

- Antonio Correa "El negro": Hijo de Sebastiana, mujer que sirve en casa de Fidel Franco.

- Pajarito de Monte y Cerrito de la Sabana: Indios Guahibos que ayudan a los del grupo de Cova en su huida, una vez han ingresado en la selva.

- Petardo Lesmes: Capataz del Cayeno al que todos conocen con el sobrenombre del Argentino. Se convierte en explotador de sus otros amigos a quienes con engaños de su evasión conduce y luego vende al ex-presidiario.

- El Pipa: Hace lo que sea para sobrevivir en un medio que le es por completo hostil.

- Don Rafo: Un buen hombre que ayuda a Cova y Alicia.

- Fonti López: Mejor amigo de Clarita la venezolana. Juntos comparten historias míticas de la selva.

## Análisis de la novela
La Vorágine ha provocado múltiples interpretaciones críticas, lo que muestra la importancia de la novela en la literatura latinoamericana. Algunas hacen pie en el aspecto autobiográfico del personaje de Arturo Cova, remarcando el carácter de denuncia social; otras, proponen una interpretación mítico-simbólica. En este último caso, la novela  sigue la estructura narrativa de las historias mitológicas greco-latinas de Orfeo, Eneas (en la Eneida, de Virgilio) o la de Ulises (en la Odisea, de Homero), en las que el héroe emprende un viaje a través de un mundo laberíntico e infernal. En La vorágine el poeta recorre al "infierno verde" en busca de su amada.
La estructura narrativa  está formada por un prólogo, tres partes y un epílogo. Hay varios narradores: el principal es el personaje de Arturo Cova; luego, Rivera, Heli Mesa, Clemente Silva y Ramiro Estévanez. Todos ellos relatan hechos diferentes y se incorporan al manuscrito que escribe Cova. Los narradores, Mesa, Silva y Estévanez, cuentan sucesos de la selva conocidos por ellos, pero desconocidos por Cova. Sus narraciones provocan una fragmentación en el relato, quebrando la linealidad temporal.
La vorágine es el punto más alto de los relatos de la selva latinoamericana. La novela tiene los antecedentes de Cumandá (1879), escrita por el ecuatoriano Juan León Mera y, sobre todo, El infierno verde (1908) de brasileño Alberto Rangel. A su vez, tendrá influencia sobre otras novelas de la selva, como Canaima de Rómulo Gallegos o Calunga del brasileño Jorge de Lima.
De ella dice Cedomil Goic en su Historia de la novela hispanoamericana que 

"es una de las más notables -si no la más notable- de las novelas modernas hispanoamericanas y, desde luego, la más brillante y original de las novelas del período" que explora "las posibilidades de la novela naturalista" sin llegar a "la torsión grotesca y satírica".

Y de ella añade Alejandro González Segura en la introducción a su edición de La Vorágine: 

"La Vorágine, novela con que se inicia el llamado ciclo de la violencia en la narrativa colombiana, se presenta, sin duda, como una de las más importantes de su país... hasta la llegada, varias décadas más tarde, del fenómeno narrativo que supuso la prolija obra de Gabriel García Márquez."

## Traducciones
Esta obra se ha traducido a varios idiomas, entre los que se cuenta el inglés en 1928, francés (1934),  ruso (1925), portugués (1935), alemán, italiano, japonés y polaco.

## Origen y contexto
La vorágine retrata el clima intelectual y político de Colombia en los años veinte del siglo pasado. Su denuncia de los problemas de las fronteras y la explotación de los trabajadores de la selva, responde a las inquietudes de la generación del Centenario, a la que perteneció José Eustasio Rivera. Aunque ya existían publicaciones denunciando las atrocidades de los caucheros blancos en las selvas de Putumayo y muchas de ellas fueron fuente directa de información para  Rivera, La vorágine es la primera novela de denuncia social en la literatura colombiana.
La intención fundamental de la obra es denunciar las condiciones de explotación y miseria a la que eran sometidos los caucheros en los siringales (plantaciones de siringas), sin recurrir a moralismos ni juicios de valor. La descripción de los escenarios y culturas se basan en el conocimiento que adquirió el autor al participar en la Comisión Demarcadora de Límites de Colombia con Brasil, Venezuela y Perú.
Es difícil establecer la cuota de veracidad en la historia de La vorágine, sin embargo, se han identificado varias personas que incidieron en la creación de los personajes. El principal es Luis Franco Zapata un manizalita que conoció a José Eustasio Rivera en Orocué, en 1918,  en donde se estableció tras huir de Bogotá con la joven Alicia Hernández. Algunos personajes históricos mencionados en el relato o que participan en el mismo son el coronel Tomás Funes y el empresario Julio César Arana del Águila. Adicionalmente, se han encontrado referencias históricas al comerciante de caucho Julio Barrera Malo, el cauchero Clemente Silva entre otros.
La redacción de la novela se llevó a cabo en Orocué, donde hay placas conmemorativas señalando el lugar donde fue escrita.

## Recepción crítica y académica
Es una de las novelas más estudiadas de la literatura colombiana. Ha sido definido como un "libro inagotable". Los abordajes que se han hecho abarcan los estudios literarios, la prensa local y numerosas interpretaciones desde la perspectiva de los especialistas en estudios latinoamericanos. 
Dentro de los autores críticos y académicos que se han ocupado de sus páginas se destacan Rafael Gutiérrez Girardot, Montserrat Ordóñez Vila, Seymour Menton, entre otros.

## Adaptaciones

### Cine
- La vorágine: Abismos de amor (1949), película mexicana dirigida por Miguel Zacarías y protagonizada por Armando Calvo como Arturo Cova, René Cardona como Franco, la colombiana Alicia Caro como Alicia y Amparo Arozamena como Griselda.[17]

### Televisión
- La Vorágine (1975) telenovela colombiana producida por RTI Televisión, inspirada en la novela de Rivera, fue protagonizada por Mariela Hijuelos (la que murió en los comienzos de la telenovela y fue sustituida por María Cecilia Botero), Julio César Luna, Lucero Galindo, Gaspar Ospina, Sofía de Morales, Teresa Gutiérrez y Rónald Ayazo, con libretos escritos por Norberto Díaz Granados, bajo la dirección general de Eduardo Gutiérrez

- La Vorágine (1990), miniserie colombiana. La productora RCN Televisión hizo una nueva versión en formato de miniserie de 13 capítulos. Escrita y dirigida por Lisandro Duque Naranjo, su elenco estuvo formado por Armando Gutiérrez como Arturo Cova, Florina Lemaitre Alicia, y Frank Ramírez con las participaciones especiales de María Fernanda Martínez, Waldo Urrego, Carmenza Gómez y Carlos Barbosa.
- La Vorágine (2025) El canal Telecafe en alianza con los canales regionales de Colombia y apoyo del Mintic, se produce una nueva versión de la Vorágine en coproducción con Quinto Color producciones. Se estrenó el 7 de Julio a nivel nacional en todos los canales regionales del país y adicional se emitirá por la plataforma de streaming HBO Max.[18]

### Novela Gráfica
- La Vorágine (2016). Novela gráfica, adaptada de la novela original, ilustrada por José Luis Jiménez con guion de Óscar Pantoja, publicada por Resplandor Editorial.